# 関口苑生
関口 苑生（せきぐち えんせい、1953年2月2日 - 2025年6月12日）は、日本のミステリ評論家・書評家。日本推理作家協会会員。本名は田原 孝司（たはら たかし）。

## 略歴
山口県下関市生まれ。北海道函館西高等学校卒業、早稲田大学社会科学部中退。在学中はワセダミステリクラブに所属。
在学中からライターへ活動に入り、冒険小説を中心とした文芸評論を発表。書評や解説も多い。また、1983年の日本冒険作家クラブ発足の発起人の一人。「週刊現代」では長く翻訳ミステリのレビューを担当している。
共同事務所「オフィス・レム」に連城三紀彦（作家）、北澤和彦（翻訳家）、香山二三郎（コラムニスト）、上原ゼンジ（写真家）らと所属していた。
2025年6月12日、乳がんのため東京都の自宅で死去した。72歳没。

## 著書

### 単著
- 江戸川乱歩賞と日本のミステリー 関口苑生 著 マガジンハウス 2000

### 編著
- 一瞬の人生 : 「仕掛けと謎」の楽しみ 短篇ミステリー・コレクション 関口苑生, 香山二三郎 編 講談社 1991
- 名探偵より愛をこめて : 推理する頭脳 短篇ミステリー・コレクション2 関口苑生, 香山二三郎 編 講談社 1991
- 恋愛小説名作館 1-3 関口苑生 編 講談社 1995